# Nardus (olie)

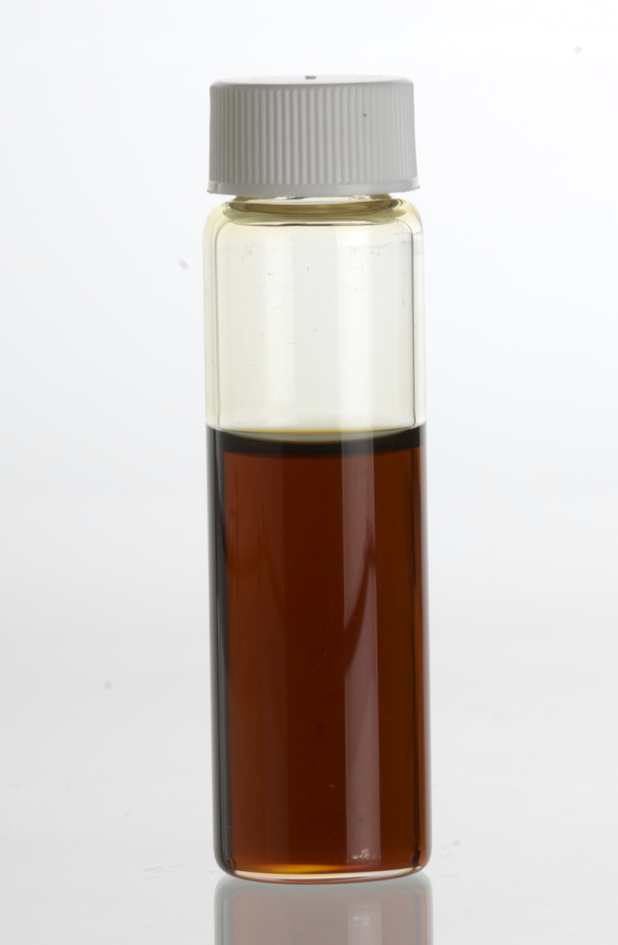
Nardusolie in een flesje

Nardus (Engels: Matgrass oil) is een amberkleurige etherische olie met een aromatische geur, afkomstig de plantensoort Nardostachys jatamansi, die groeit in het Himalayagebergte in landen als Nepal, China en India. Al eeuwenlang wordt deze olie gebruikt als parfum, in de volksgeneeskunde en bij religieuze ceremonies, in een gebied van India tot in Europa.
De olie wordt gewonnen door middel van stoomdestillatie van de gedroogde en geplette wortelstok en wortels. Het oogsten van deze worteldelen gebeurt van oktober tot december. De wortels worden uit de grond getrokken en verzameld in manden of zakken. Na verwijdering van bladeren kunnen de wortel(stokken) gedestilleerd worden. Dit levert een lichtgele of amberkleurige vloeistof met een geur die omschreven wordt als zwaar, houtig, zoet en dierlijk, gelijkend op valeriaan. Deze olie wordt gebruikt als basis- tot middennoot in de parfumerie. Vanwege de intens diepe geur moet de olie spaarzaam gebruikt worden. 

## Historie
De plant en de olie genoot in de oudheid al bekendheid. De Oude Egyptenaren, Israëlieten, Grieken, Romeinen en hindoes gebruikten het als parfum en voor religieuze en medicinale doeleinden. Zo noemde de Griekse arts Pedanius Dioscorides de plant ook wel Gangitis, omdat de Ganges stroomde aan de voet van de berg waar deze soort in het wild groeide. Hij schreef de olie "warmende, drogende en diuretische eigenschappen" toe. Ook in de Bijbel wordt de nardus vermeld, onder andere in het Hooglied van Salomo en in het verhaal waarin de voetzalving van Jezus door Maria beschreven wordt. De Romeinen gebruikten nardus als ingrediënt van Nardinum, een parfumolie. Verder werd het ook verwerkt in speciale zalfolie, die gebruikt werd om koningen, keizers en andere wereldgroten te zalven.  